# Прадјед
Прадјед (чешки Praděd) је 1491 м висока планина - врх планинског ланца Хруби Јесењик (Hrubý Jeseník). Такође је највиша планина у Моравској, Чешкој Шлеској и Горњој Шлеској уопште. Пета је највиша планина у Чешкој, такође друга најистакнутија и трећа најизолованија. Има најсуровију климу, просечна годишња температура не прелази 1 °C. На врху је телевизијски предајник са видиковцем висок 146,5 метара (до 1993. био је висок 162 м), чија је горња платформа највиша (иако вештачка) тачка у Чешкој. 
Врх планине налази се у Шлеској, испод ње је историјска копнена граница Моравске и Шлеске, тренутно овде пролазе границе Моравско-шлеске и Оломоуцке области, као и окрузи Брунтал (Мала Моравка, Врбно под Прадједем) и Шумперк (Лоучна на Десни). На врху конструкције торња је ресторан. 

## Име
Стари Словени су планину звали Стара ватра (Stará vatra), крајем 14. века звали су је Кајлихтер Шнеберг или Keilichtská Sněžná hora (Кајлихт је било име друге планине изнад Червенохорског седла  (Červenohorské sedlo)). Касније су га звали Клиновцова хора (Klínovcová hora) и Ниска Снежка (Niská Sněžka). У 19. веку је добила име Алтватер (Altvater) по легендарном заштитнику Јесењика, што је основа за чешко име Прадјед. Туристичко подручје око Прадједа општа јавност назива "Шлески глечер" („Slezský ledovec“), захваљујући јаким снежним условима током зиме, који су јединствени у целој земљи.

## Приступ
Прадјед је доступан из више праваца. Асфалтни пут из Карлова Студанке води до врха преко седла Хвезда (sedlo Hvězda) и Овчарне (Ovčárna). Прадјед је такође доступан туристима стазом по главном гребену означеном црвеном бојом из Червенохорског седла (Červenohorské sedlo) (око 10 км). Најстрмији успон води плаво означеном стазом од Коути на Десни (Kouty nad Desnou) (око 14 км, са разликом надморске висине од 800 м). Остале могућности су стаза са североистока са седла Видли (Vidly) или са југозапада од седла Скритек (Skřítek). 

## Историја предајника
На врху је првобитно стајао камени разгледни торањ, висок 32,5 м, који је између 1903. и 1912. године саградио Моравско-шлески судетски планинарски и туристички савез. Неки извори наводе висину разгледног торња од 34 м. Торањ је изграђен у романтичном духу старог готског дворца. Првобитно назван Habsburgwarte, 1938. године преименован је у Адолф Хитлер Торањ. Након Другог светског рата, пропао је и срушио се 2. маја 1959. године. Имитација овог разгледног торња (немачки Altvaterturm) стоји од 2004. године на планини Вецштајн (Wetzstein), у Немачкој. 
Са порастом телевизијског емитовања 1960-их, на врху је израстала дрвена конструкција са предајником. 1968. године започела је изградња новог предајника, првобитно високог 162 м. Изградња предајника завршена је 1983. године отварањем ресторана. 

## Заштита природе
1955. године Прадјед је проглашен за национални резерват природе. Налази се у Првој зони заштићеног природног подручја Јесењики. 

## Атракције
Вредност од 1491 м надморске висине најчешће се спомиње као висина врха, али такође и 1491,3, или 1492 или 1493 метра. На висину планине утицала је конструкција предајника, тако да више није могуће утврдити тачну висину. Средиште антене телевизијског одашиљача на висини од 1616 м надморске висине сада служи као геодетска тачка 

## Авионска несрећа 1950
27. фебруара 1950. у 07:31 Чехословачки авион Даглас Ц-47А-15-ДК на путу од аеродрома Острава-Храбувка за Међународни аеродром Рузине - Праг, ударио је у планину Прадјед, усмртивши 3 члана посаде и 3 путника. 25 осталих, укључујући 21 путника и 4 члана посаде, преживели су несрећу.